# Luol Deng
Luol Deng va néixer el 16 d'abril de 1985 a Wau, Sudan (actualment Sudan del Sud). És un exjugador de bàsquet professional. Jugà durant 15 temporades a la NBA. Ha estat dos cops All-Star.

## Inicis
Luol Deng va néixer en la tribu Dinka del Sudan del Sud, en aquell moment Sudan. Quan era nen, el seu pare Aldo, membre del parlament sudanès, es va traslladar juntament amb la seva família a Egipte per escapar de la Segona Guerra Civil Sudanesa. A Egipte van conèixer al llavors pivot de l'NBA Manute Bol, un altre dinka, que va ensenyar a Deng i al seu germà gran a jugar a bàsquet, sent el seu mentor. Quan van rebre asil polític van emigrar a Londres, Regne Unit. Deng es va interessar en el futbol i en el bàsquet, arribant a jugar a les seleccions angleses Sub-15 d'ambdós esports.

## Trajectòria esportiva

### Universitat
A l'edat de 16 anys, Deng es va traslladar als Estats Units per a jugar a bàsquet a l'Acadèmia Blair de Nova Jersey, on un dels seus companys seria també un futur jugador de l'NBA (Charlie Villanueva). En el seu segon any va ser considerat el jugador més prometedor d'institut després de LeBron James. Va ser inclòs en el primer equip All-America per la revista Parade Magazine i a l'USA Today. Una vegada graduat, va decidir acudir a la Universitat Duke. En una temporada a Duke, promitjà 30.1 minuts i va anotar 15.1 punts per partit.

### NBA
Després d'un any a Duke, Deng va formar part del Draft de l'NBA de 2004. Va ser triat en setè lloc pels Phoenix Suns, però immediatament va ser traspassat als Chicago Bulls per un acord anterior. Deng va sofrir una lesió de canell al final de la seva temporada com a rookie, però tot i així va poder entrar en el primer equip All-Rookie de l'NBA i va ajudar a ressorgir als Bulls en la seva tornada als playoffs després de diversos anys. Deng promitjà 11.7 punts per partit, jugant 61 partits. El 8 de febrer Deng va aconseguir un doble-doble, incloent-hi 30 punts contra els Dallas Mavericks.
En la seva segona temporada va rendir a un gran nivell entre març i abril fet que va permetre que els Bulls entressin per segona vegada consecutiva als playoffs. Les seves estadístiques ofensives van millorar a la seva temporada de sophomore i es van incrementar anotant 14.3 punts per partit i aconseguint 6.6 rebots per partit, enfront dels 5.3 de la seva temporada rookie. Deng va assolir quart doble-doble seguit des del 28 de febrer fins al 5 de març, amb almenys 10 punts i rebots en cada partit. En els playoffs els Bulls van caure eliminats enfront dels Miami Heat en una sèrie al millor de 7 partits. Deng va sortir de la banqueta en sis partits, aconseguint 10 punts per partit.
Al començament de la temporada 2006-07, Deng es va col·locar en el quintet inicial dels Bulls i va jugar de titular els primers 30 partits. Les seves anotacions van continuar millorant, fins que el 29 de desembre la seva mitjana d'anotació va arribar als 17.6 punts per partit, superat solament per Ben Gordon.
El 27 de desembre semblava que Deng s'havia tornat a lesionar el canell en el partit que els va enfrontar als Miami Heat. Deng va aconseguir tres dies després el seu rècord d'anotació amb 32 punts contra els Cavaliers, pel que va quedar completament descartada la lesió.
El 7 de gener de 2014 es fa oficial el traspàs de Luol Deng als Cleveland Cavaliers a canvi d'Andrew Bynum. En aquest equip hi va trobar el guanyador del concurs de triples de l'any 2013, Kyrie Irving junt amb altres jugadors amb fama com són Anderson Varejao, Jarrett Jack, Dion Waiters o Anthony Bennett

## Estadístiques a l'NBA
| Fase Regular | EQUIP         | PJ  | MPP  | PRPP | TPP | RPP | APP | PPP  |
| ------------ | ------------- | --- | ---- | ---- | --- | --- | --- | ---- |
| 2004-05      | Chicago Bulls | 61  | 27.3 | 0.8  | 0.4 | 5.3 | 2.2 | 11.7 |
| 2005-06      | Chicago Bulls | 78  | 33.4 | 0.9  | 0.6 | 6.6 | 1.9 | 14.3 |
| 2006-07      | Chicago Bulls | 82  | 37.5 | 1.2  | 0.6 | 7.1 | 2.5 | 18.8 |
| 2007-08      | Chicago Bulls | 63  | 33.8 | 0.9  | 0.5 | 6.3 | 2.5 | 17.0 |
| Carrera      |               | 284 | 33.3 | 1.0  | 0.5 | 6.4 | 2.3 | 15.6 |

PJ: Partits Jugats, MPP: Minuts per Partit, PRPP: Pilotes Recuperades per Partit, TPP: Taps per Partit, RPP: Rebots per Partit, APP: Assistencies per Partit, PPP: Punts per Partit

## Trajectòria
- Chicago Bulls (2004-2014)